# Colegio San Luis (Antofagasta)
El Colegio San Luis es una institución privada, católica y jesuita de educación básica y media ubicado en Antofagasta, Chile. Pertenece a la Compañía de Jesús. Es parte de la Red Educacional Ignaciana de Chile y de la Federación Latinoamericana de Colegios Jesuitas (FLACSI) que tienen presencia directa en otros cuatro colegios chilenos (los San Ignacio santiaguinos, uno en Alonso Ovalle y otro El Bosque, el San Mateo, de Osorno y el San Francisco Javier de Puerto Montt), y en una red de 24 instituciones educativas que buscan formar según la espiritualidad ignaciana. En esta red se educan más de 20.000 estudiantes a lo largo del país.

## Historia

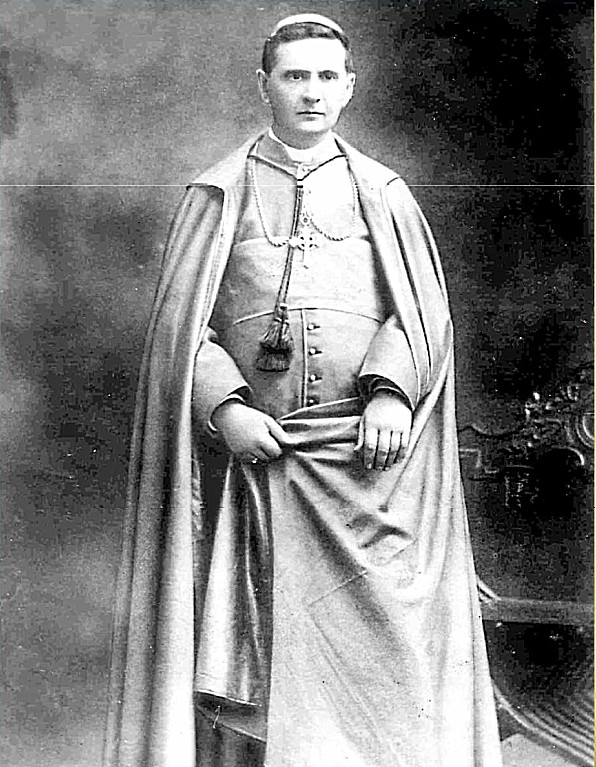
El obispo de Antofagasta Luis Silva Lazaeta.

En Antofagasta existían ya el colegio de enseñanza primaria del Corazón de María, de los Claretianos, y la Escuela de Niñas de las Hermanas de la Providencia cuando el obispo Luis Silva Lezaeta (que fallecería el 21 de mayo de 1929) decidió que había que crear uno con miras a la educación secundaria. Fue así como en 1916 monseñor Silva concretó estos planes y fundó el San Luis, cuyo primer director fue el padre alemán Florián Blümel, sacerdote de la Congregación del Verbo Divino que había llegado el mismo año junto con su amigo el padre Albino Seeger. 
El Colegio San Luis abrió sus aulas aquel año a 20 estudiantes, que pronto aumentaron, en una casa ubicada en calle Baquedano 361. En 1917 se creó la Brigada de Scouts y en 1921 el Deportivo San Luis (que en 1950 se convertiría en el Centro San Luis). 
El año 1922 comenzó a funcionar el colegio en un nuevo edificio construido por el arquitecto Cousiño Calavera en Baquedano con 14 de febrero, aunque no estaba aún completado: la fachada la terminarían tres años más tarde.
En 1923 nació en el Colegio la Academia Literaria Carlos Walker Martínez, que publicó cinco números de su revista Juventud. Con el tiempo, funcionarían otras academias escolares, como la de Pintura o la de Filosofía (1941). En 1933 Osvaldo Gómez inició el Centro de Estudios Andrés Bello y al año siguiente el presbítero M. Moya fundó la Academia Literaria Abdón Cifuentes. Juventud fue reemplazada por la Revista del Colegio San Luis, que posteriormente se convertiría en el Anuario del plantel. 

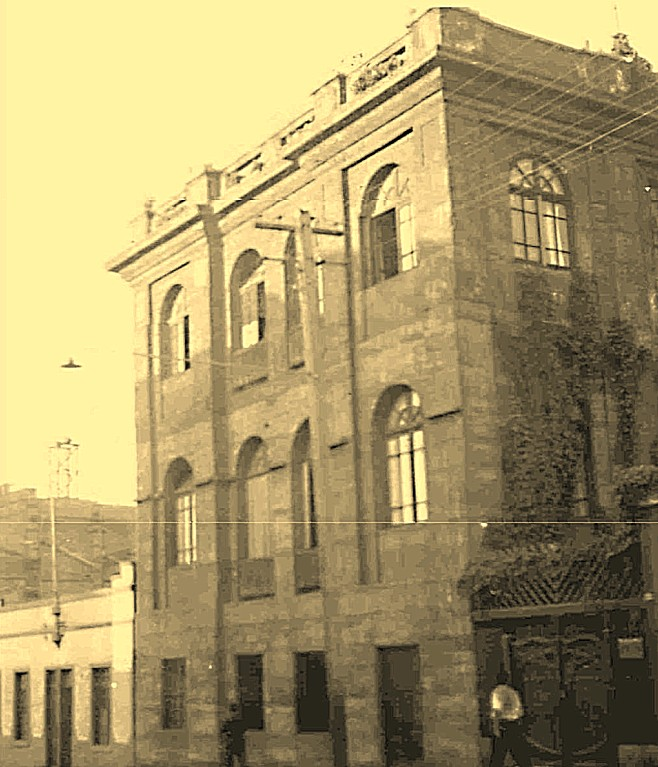
El primer edificio del San Luis.

Por esos años, las matrículas alcanzaban un máximo de 572 alumnos, funcionaba una biblioteca con 300 libros y se practicaban varios deportes.
En 1935 el padre Blümel pidió al nuevo obispo, Alfredo Cifuentes Gómez, que buscara una congregación educacionista para hacerse cargo del colegio. La Compañía de Jesús aceptó y los primeros profesores llegaron el mismo año y al siguiente se hicieron cargo del establecimiento. Blümel, quien organizó también el Colegio Alemán para Señoritas, futuro Instituto San María, se retiró en 1936 (moriría en Antofagasta el 29 de octubre de 1940) y fue reemplazado por el jesuita Nicanor Marambio.
Marambio fue el rector que más tiempo estuvo en el cargo, un total de diez años y sus actividades educacionales no se limitaron al San Luis: fundó también el Liceo J. F. Blümel para niños pobres con problemas de escolaridad. En 1988 la municipalidad de Antofagasta dio el nombre de Padre Nicanor Marambio a un complejo habitaciones ubicado en la Población Bonilla, en el sector norte de la ciudad.

El himno del colegio, Todos unidos, fue compuesto en 1949 por dos jesuitas: Carlos Hurtado escribió la letra y Rafael Sánchez es el autor de la música.

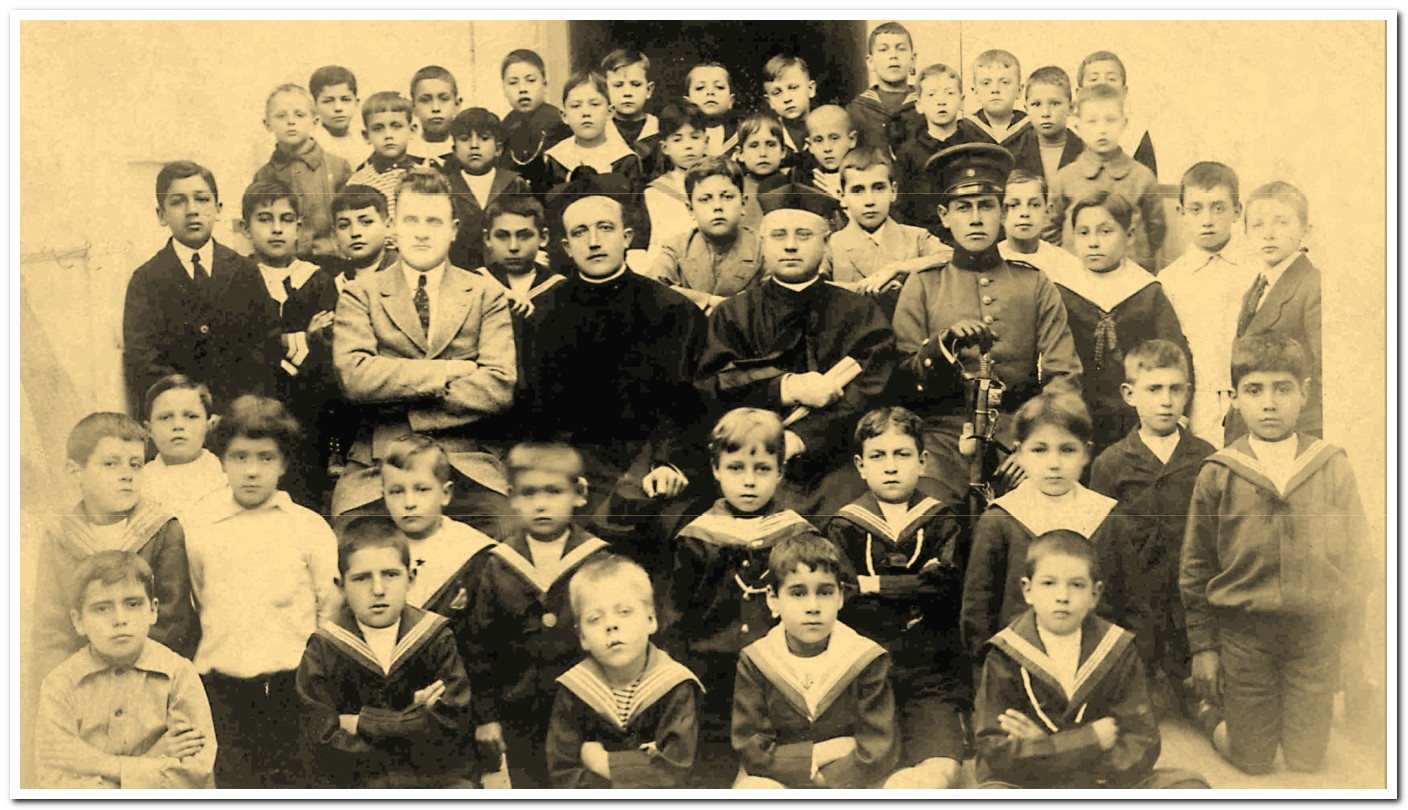
Los padres alemanes Florián Blümel y Albino Seeger, fundadores del San Luis, con alumnos el año 1916.

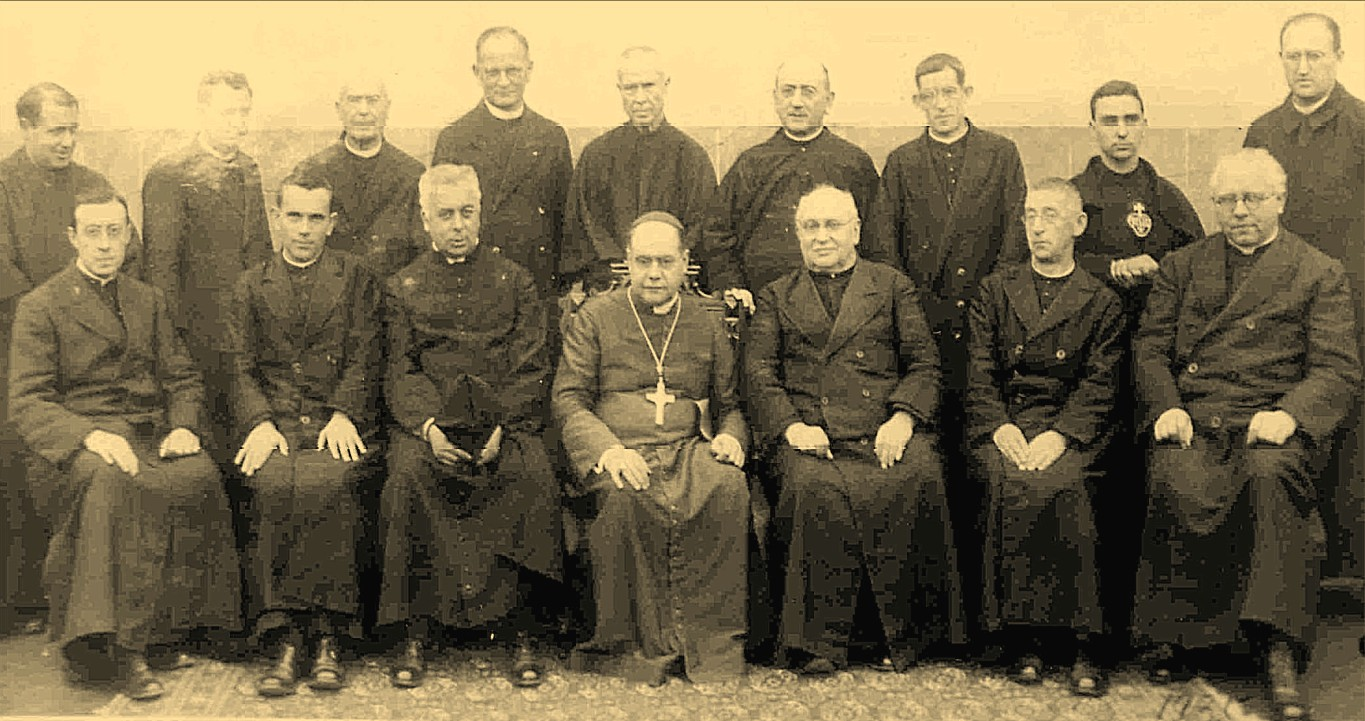
El obispo de Antofagasta Alfredo Cifuentes (al centro) con los padres alemanes y los primeros jesuitas. El primero de izquierda a derecha es Nicanor Marambio, primer rector jesuita del San Luis, 1935.

A mediados del siglo pasado, la matrícula tuvo un crecimiento notable debido al éxito en los exámenes de bachillerato. Además, con la presencia de los jesuitas, hubo un fuerte incremento de las actividades pastorales, característica de su espíritu ignaciano: además de scouts (que fueron reorganizados en 1943 por el padre Marambio), comenzó a funcionar en 1936 la Cruzada Eucarística del colegio (creada por el padre Félix Barandera y que después se transformaría en el Movimiento Eucarístico Juvenil), la Liga Estudiantil Misionera (1941); el Centro Interno de Acción Católica de San Luis (formado en 1942 por el padre Óscar Gana y al que dos años después se integraría la citada Liga); la Liga Vocacional San Luis Gonzaga (creada en 1943 por el padre Víctor Gana y cuya principal misión era rogar por las vocaciones religiosas y sacerdotales; dependiente de la Liga, el Taller San Ignacio proporcionaba ornamentos litúrgicos a las iglesias y capillas pobres de la diócesis); la obra Los Mil Amigos (fundada en 1951 por el padre Mario Vergara para ayudar a alumnos necesitados de otros colegios). 
Una nueva biblioteca se creó en 1948 y en 1951 se adquirió un equipo de radio.
En 1952 se creó —respondiendo a un deseo del comandante en jefe de la Primera División del Ejército, coronel Guillermo Aldama—, el Centro de Reservistas que inculcaba la virtud del patriotismo a los alumnos. Esta iniciativa generó polémica, ya que los socialistas le reprochaban al colegio de ser «de neta factura nacista» y de instruir admirablemente a su alumnado en el paso del ganso (apodo dado vulgarmente en Chile al "paso regular" o "de parada" adoptado del antiguo Ejército Imperial Alemán desde finales del siglo XIX) 
El Consejo Estudiantil (actual Centro de Alumnos - CEAL) se constituyó en 1955, año en que apareció el primer número del Boletín San Luisino. Asimismo, las actividades de pastoral se fueron reforzando; hubo un gran esfuerzo por parte de la Compañía para cristianizar la ciudad de Antofagasta. En tanto, los jóvenes se organizaban para realizar campañas de oración, predicación callejera, catecismo en Mejillones y diversas poblaciones de la ciudad; además de construcción y reparación de casas.
En 1960 se construyó en la calle José Santos Ossa, un edificio de cinco pisos y se habilitó el estadio San Luis, además de construirse la capilla de estilo moderno con una capacidad para 400 personas (1968).
Después del golpe de Estado de septiembre de 1973, gracias a los contactos personales del padre Renato Hasche, que fue rector en esa época, se logró eximir al San Luis del ramo de Doctrina de la Seguridad Nacional, que había sido impuesto por la dictadura militar. En esta época el colegio se distinguió por acoger a profesores exonerados por motivos políticos.
En 1975, se formalizó la existencia de dos vicerrectorías: la académica y la administrativa y se repartió los cursos en ciclos. Se destaca por esos años la creación de una nueva biblioteca; renovación de salas audiovisuales; contratación de profesores universitarios y formación de una orquesta.
En el área de pastoral, se conformó el Movimiento Eucarístico Juvenil, MEJ (sucesor de la Cruzada Eucarística) y se creó los “pioneros”, grupo scout precursor de las CVX Secundarias, las cuales se iniciaron en 1982, destacándose por sus campamentos de formación, trabajos de verano y misiones en Mejillones, Taltal, Tocopilla y San Pedro de Atacama.
En las décadas siguientes, el Colegio logró importantes avances de consolidación desde una perspectiva académica, pastoral y de infraestructura. En 1989 se inauguró el gimnasio Osvaldo Gómez Ansieta; en 1991, la Casa de Ejercicios San Luis; y en 1992 se construyó el nuevo patio del colegio.
En cuanto a la vida académica, en 1987 nació el taller de Educación Cívica y el Departamento de Arte —ese mismo año nació el Sindicato de Trabajadores del Colegio San Luis—; en 1992 y 1995 se inauguraron una nueva sala y laboratorio de computación, respectivamente. Esto último, en relación con la modernización de la educación sobre la base de la computación al alcance de todos y un mayor uso de los medios audiovisuales. Luego, se crearon diversas academias, como la de filosofía, pintura, arte, teatro, ajedrez y periodismo. Así también, el área pastoral fue consolidándose, a través del MEJ y la CVX (en 1987 se creó la CVX de adultos), y de la pastoral familiar y la catequesis. A la par, se continuaba fomentando el deporte, destacando el 1.º lugar en el campeonato nacional de básquetbol, en 1995.
En la década de 1990 se concretaron dos grandes obras de infraestructura. La primera de ellas, el pabellón “Padre Gonzalo Errázuriz” para el prebásico (2001), y la segunda, el pabellón “Padre Alberto Hurtado”, nuevo edificio de tres pisos ubicado en calle Prat, que aloja al II Ciclo, y que cuenta con un salón de eventos, una sala multiuso, salas de clases y una cancha techada (2005). En el área educativa, se fueron implementando nuevas academias, perfeccionando profesores e intensificando la modernización de la educación. Así también, la cultura fue tomando fuerza, a través de la participación en concursos, realización de proyectos audiovisuales y montajes de obras de teatro. Asimismo, la Pastoral fue creciendo, con las variadas actividades de la pastoral familiar (jornadas papas nuevos, misas mensuales, talleres de Biblia, charlas y ciclos, etc); a los encuentros con Cristo y ejercicios espirituales, se sumaron los Campamentos de la Amistad (I Medio) y se aumentó el número de jóvenes participando en los trabajos de verano y de fábrica.
Después de casi un siglo de dedicarse exclusivamente a la formación de varones, en 2012 comenzó el proceso de transición a la coeducación: el colegio recibió las primeras niñas de prekínder. 

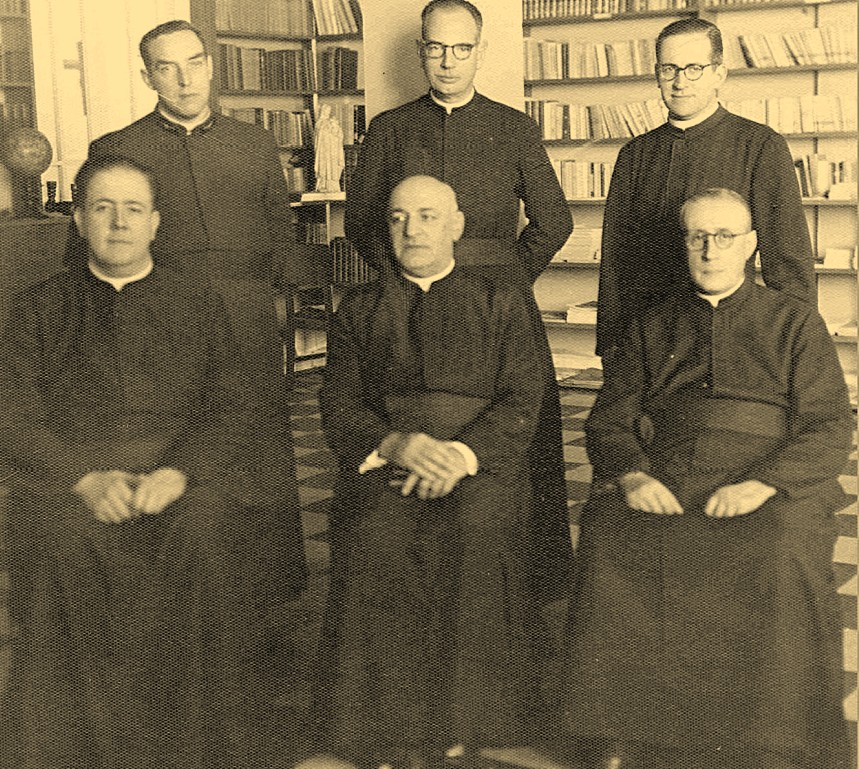
Los jesuitas Joaquín Barros, Alfonso Salas, Gustavo Arteaga, Errázuriz, Carlos Pomar y Nicanor Marambio, rectores del San Luis.

En 2018 el colegio fue calificado como el colegio en mejores promedios en cuarto medio.

## Deportes
El Colegio San Luis, a través del deporte y las artes, busca motivar a los alumnos a desarrollar y mejorar aptitudes y destrezas relacionadas con estas dos áreas fundamentales, las cuales forman parte de la formación integral. El San Luis se caracteriza por ser permanente protagonista en los diversos eventos deportivos escolares en que participa, sobre todo en fútbol, vóleibol, rugby y baloncesto, siendo esta última rama la que le ha dado el logro más importante en este ámbito, la obtención del título del Campeonato Nacional Escolar en 1995. En 1998 ganó por primera vez el nacional de voleybol entre los colegios jesuitas de Chile. En 2012 la División FIDE 98-99 ganó ese torneo para el colegio y posteriormente el comunal con el Colegio La Chimba, quedando tercero lugar en Campeonato Regional.

## Los 100 años del Colegio San Luis

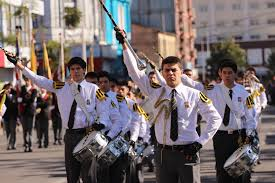
Centenario Colegio San Luis 2016

El Colegio San Luis, en 2016, ha obtenido reconocimientos por sus 100 años de institución en Antofagasta, siendo reconocido por el Ancla De Oro 2016 ,  Siendo otorgado por el Consejo Municipal De Antofagasta. Además, el Colegio San Luis celebró su centenario, celebrando 100 años de educación  